# سايتوسين
السايتوسين أو السيتوزين أو السيتوسين (Cytosine) هو أحد القواعد النيتروجينية الأربعة  المكونة للأحماض النووية (الدنا والرنا). ويتم تصنيفه كمشتق من بايريميدين (Pyrimidine) ذو حلقة عطرية غير متجانسة الحلقات مع إحلالين مرتبطين بها (مجموعة أمين عند الموقع 4 ومجموعة كيتو عند الموقع 2). في ازدواج قواعد واتسون- كريك، يشكل السيتوزين ثلاث روابط هيدروجينية مع الغوانين.

## تاريخ
السايتوسين اكتشفه العالم الألماني ألبرخت كوسل عام 1894، عندما تحلل مائياً من أنسجة الغدة الزعترية لعجل. وقد تم اقتراح بنية له في عام 1903، وتم تخليقه (وبالتالي التأكد منه) في المعمل في نفس السنة.
مؤخراً تم اكتشاف استخدام للسايتوسين في حساب الكم. وكانت تلك هي أول مرة يتم التحكم في خصائص ميكانيكا الكم لمعالجة معلومات
وقد حدث ذلك في 1 أغسطس 1998 عندما نفـّذ باحثون في أكسفورد خوارزمية ديڤيد دويتش في حاسوب كم الرنين المغناطيسي النووي (NMRQC) مكون من اثنين كوبيت Qubit، مبني على جزيء سايتوسين.